# Dębowiec (gmina w województwie podkarpackim)
Dębowiec – gmina wiejska w województwie podkarpackim, w powiecie jasielskim. W latach 1975–1998 gmina położona była w województwie krośnieńskim.
Siedziba gminy to Dębowiec.
Według danych z 30 czerwca 2004 gminę zamieszkiwało 8347 osób.

## Struktura powierzchni
Według danych z roku 2002 gmina Dębowiec ma obszar 85,81 km², w tym:
- użytki rolne: 60%
- użytki leśne: 32%

Gmina stanowi 10,33% powierzchni powiatu.

## Demografia

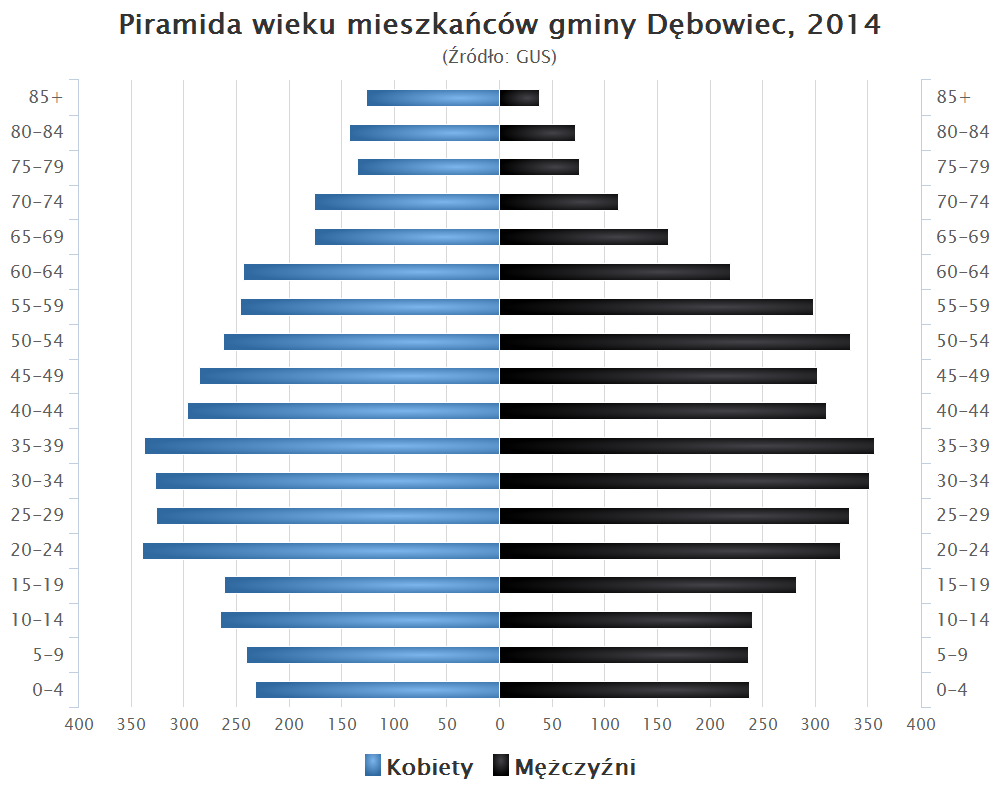
Piramida wieku mieszkańców gminy Dębowiec w 2014 roku

Dane z 30 czerwca 2004:
| Opis                              | Ogółem | Ogółem | Kobiety | Kobiety | Mężczyźni | Mężczyźni |
| --------------------------------- | ------ | ------ | ------- | ------- | --------- | --------- |
| jednostka                         | osób   | %      | osób    | %       | osób      | %         |
| populacja                         | 8347   | 100    | 4211    | 50,4    | 4136      | 49,6      |
| gęstość zaludnienia (mieszk./km²) | 97,3   | 97,3   | 49,1    | 49,1    | 48,2      | 48,2      |

## Sołectwa
Cieklin, Dębowiec, Duląbka, Dzielec, Dobrynia, Folusz, Łazy Dębowieckie, Majscowa, Pagórek, Radość, Wola Cieklińska, Wola Dębowiecka, Zarzecze.

## Sąsiednie gminy
Jasło, Lipinki, Krempna, Nowy Żmigród, Osiek Jasielski, Sękowa, Tarnowiec